# Maintal zwischen Schweinfurt und Dettelbach
Das Maintal zwischen Schweinfurt und Dettelbach ist ein Europäisches Vogelschutzgebiet und Teil des EU-Naturschutzsystems Natura 2000. Es zeigt sich als langgestreckter Abschnitt des Mainufers und beinhaltet Flächen zwischen der kreisfreien Stadt Schweinfurt und Dettelbach im Landkreis Kitzingen im bayerischen Regierungsbezirk Unterfranken. Das seit 2006 bestehende Schutzgebiet setzt sich aus älteren Schutzzonen zusammen.

## Lage
Die östlichsten Gebiete, die zum Vogelschutzgebiet Maintal zwischen Schweinfurt und Dettelbach gehören, liegen in der Gemarkung Gädheim im Landkreis Haßberge. Entlang des Flusses bildet das Landschaftsschutzgebiet „Weyerer Bergheide mit Hangwäldern und Altwasser“ auf dem Gebiet der Gemeinde Gochsheim im Landkreis Schweinfurt einen ersten Eckpunkt. Das Vogelschutzgebiet verbindet die Flächen mit den, ebenfalls zum Landschaftsschutzgebiet erklärten Arealen, „Schutz eines Landschaftsteils im Bereich der Stadt Schweinfurt und des Landkreises Schweinfurt“ auf dem Stadtgebiet der gleichnamigen kreisfreien Stadt.
Das durchgängige Schutzgebiet wird auf Höhe des Schweinfurter Hafens unterbrochen. Hier sind lediglich kleinere, naturnahe Bereiche noch dem Gebiet zugeordnet. Die Kanalisierung des Maines führte dazu, dass die hier unter Schutz gestellten Gebiete auch abseits des Flusses zu finden sind. Hier stößt das Vogelschutzgebiet Schweinfurter Becken und nördliches Steigerwaldvorland an das Areal. Erst südlich von Schweinfurt kann das Vogelschutzgebiet wieder als „Band“ weitergeführt werden, das mehrere andere Areale miteinander verbindet. In Bergrheinfeld-Garstadt bildet das Vogelschutzgebiet zusammen mit dem nach ihm benannten Naturschutzgebiet „Erweiterung des Vogelschutzgebietes Garstadt“ den Auftakt.
Nun folgt das Schutzgebiet dem Main bis zum ausgedehnten Landschaftsschutzgebiet Volkacher Mainschleife. Hier sind nur die eng am Fluss liegenden Bereiche Schutzzone. Innerhalb des Vogelschutzgebietes wurden eine Vielzahl an Naturschutzgebieten ausgewiesen, darunter Auewälder und Heidelandschaften. Teile des Gebietes werden auch militärisch genutzt. Der Standortübungsplatz Volkach-Nordheim der Mainfrankenkaserne liegt inmitten der Schutzzone. Das Maintal zwischen Schweinfurt und Dettelbach folgt dem sogenannten Altmain, abseits des Mainkanals, und zieht sich entlang der Überschwemmungsflächen im Vorland des Klosters Münsterschwarzach bis in die Gemarkung von Dettelbach im Landkreis Kitzingen. Hier verbindet es sich mit dem Vogelschutzgebiet „Südliches Steigerwaldvorland“.

## Geschichte und Beschreibung
Das Bayerische Landesamt für Umwelt, Abteilung Naturschutz, Landschaftspflege, Gewässerökologie stellte erstmals im Dezember 2004 möglich Gebiete eines ausgedehnten Vogelschutzgebietes entlang des Mains zusammen. Zwei Monate nach der Novellierung der Verordnung über die Festlegung von Europäischen Vogelschutzgebieten sowie deren Gebietsbegrenzungen und Erhaltungszielen im Jahr 2006 richtete man im September desselben Jahres das Vogelschutzgebiet ein. Im Juni 2017 wurde das Areal neuerlich unter Schutz gestellt, weil sich die gesetzlichen Bestimmungen verändert hatten.
Der Main bietet vielen Vogelarten Lebensraum. So dominieren das Vogelschutzgebiet die Altwasser des Mains, die beispielsweise entlang der durch den Kanalbau entstandenen Weininsel zu finden sind. Daneben prägen aber auch menschliche Eingriffe die Kulturlandschaft des Maintals. Insbesondere seit dem 20. Jahrhundert wurden Baggerseen zur Sandgewinnung angelegt, die heute ebenfalls Rückzugsräume für gefährdete Tierarten sind. Die Mainufer sind auch von Waldgebieten durchsetzt. Es existieren Auwaldreste, wie beispielsweise der Wald an der Hallburg, ebenso wie Hainbuchen- und Eichenwälder.
| Schutzgebiete innerhalb des Vogelschutzgebietskomplex Maintal                                  | Schutzgebiete innerhalb des Vogelschutzgebietskomplex Maintal | Schutzgebiete innerhalb des Vogelschutzgebietskomplex Maintal | Schutzgebiete innerhalb des Vogelschutzgebietskomplex Maintal | Schutzgebiete innerhalb des Vogelschutzgebietskomplex Maintal |
| Name                                                                                           | Schutzkategorie (IUCN)                                        | Gemeinde (Gemarkung)                                          | Main-km                                                       | Bild                                                          |
| ---------------------------------------------------------------------------------------------- | ------------------------------------------------------------- | ------------------------------------------------------------- | ------------------------------------------------------------- | ------------------------------------------------------------- |
| Weyerer Bergheide mit Hangwäldern und Altwasser                                                | V                                                             | Gochsheim (Weyer)                                             | 340                                                           |                                                               |
| Schutz eines Landschaftsteils im Bereich der Stadt Schweinfurt und des Landkreises Schweinfurt | V                                                             | Schweinfurt                                                   | 335–334                                                       |                                                               |
| Saumain in der Stadt Schweinfurt                                                               | IV                                                            | Schweinfurt                                                   | 333-332                                                       | Saumain in der Stadt Schweinfurt                              |
| Spitalholz bei Gochsheim                                                                       | IV                                                            | Gochsheim                                                     | abseits des Mains                                             |                                                               |
| Alter Main bei Bergrheinfeld und Grafenrheinfeld                                               | IV                                                            | Bergrheinfeld, Grafenrheinfeld                                | 327-325                                                       | Alter MAin bei Bergrheinfeld und Grafenrheinfeld              |
| Elmuß                                                                                          | IV                                                            | Röthlein                                                      | abseits des Mains                                             | Elmuß                                                         |
| Garstadter Holz                                                                                | IV                                                            | Bergrheinfeld (Garstadt)                                      | 324                                                           |                                                               |
| Erweiterung des Vogelschutzgebietes Garstadt                                                   | IV                                                            | Bergrheinfeld (Garstadt)                                      | 324–323                                                       | Erweiterung des Vogelschutzgebietes Garstadt                  |
| Vogelschutzgebiet Garstadt                                                                     | IV                                                            | Bergrheinfeld (Garstadt)                                      | 323                                                           | Vogelschutzgebiet Garstadt                                    |
| LSG „Im Kies und Unterer Unkenbach“                                                            | V                                                             | Röthlein (Heidenfeld)                                         | 322                                                           |                                                               |
| Volkacher Mainschleife                                                                         | V                                                             | mehrere Gemeinden                                             | 319–299                                                       | Volkacher Mainschleife                                        |
| Wipfelder Mainaue bei St. Ludwig                                                               | IV                                                            | Wipfeld (St. Ludwig)                                          | 319–316                                                       | Wipfelder Mainaue bei St. Ludwig                              |
| Mainhang an der Vogelsburg                                                                     | IV                                                            | Volkach (Escherndorf)                                         | 311–309                                                       | Mainhang an der Vogelsburg                                    |
| Sandgrasheiden am Elgersheimer Hof                                                             | IV                                                            | Volkach (Fahr)                                                | 311–310                                                       | Sandgrasheiden am Elgersheimer Hof                            |
| Alter Main bei Volkach                                                                         | IV                                                            | Volkach                                                       | Altmain                                                       | Alter Main bei Volkach                                        |
| Wald an der Hallburg                                                                           | IV                                                            | Volkach (Hallburg)                                            | Altmain                                                       | Wald an der Hallburg                                          |
| Astheimer Dürringswasen                                                                        | IV                                                            | Volkach (Astheim)                                             | Altmain                                                       | Astheimer Dürringswasen                                       |
| Mainaue zwischen Sommerach und Köhler                                                          | IV                                                            | Volkach, Nordheim am Main, Sommerach                          | Altmain                                                       | Mainaue zwischen Sommerach und Köhler                         |

## Vogelarten und Schutzziele
Das Vogelschutzgebiet Maintal zwischen Schweinfurt und Dettelbach weist eine Vielzahl an unterschiedlichen Tierarten auf. Insgesamt 32 Zugvogelarten wurden ausgemacht. Zwischen 2006 und 2015 konnten insgesamt 107 Vogelarten auf dem zum Landschaftsschutzgebiet Volkacher Mainschleife gehörenden Teilstück des Mains ausgemacht werden. Darunter sind 35 Arten in der bayerischen Roten Liste eingetragen.
Folgende Standvögel sind regelmäßig im Maintal anzutreffen (lateinische Bezeichnungen): Alcedo atthis, Anthus campestris, Ardea purpurea, Ardeola ralloides, Asio flammeus, Aythya nyroca, Botaurus stellaris, Caprimulgus europaeus, Chlidonias hybrida, Chlidonias niger, Ciconia ciconia, Ciconia nigra, Circus aeruginosus, Circus pygargus, Crex crex, Cygnus cygnus, Dryocopus martius, Egretta alba, Egretta garzetta, Emberiza hortulana, Falco columbarius, Falco peregrinus, Ficedula albicollis, Gavia arctica, Gavia stellata, Grus grus, Haliaeetus albicilla, Lanius collurio, Lullula arborea, Luscinia svecica, Milvus migrans, Milvus milvus, Nycticorax nycticorax, Pandion haliaetus, Pernis apivorus, Philomachus pugnax, Picoides medius, Picus canus, Platalea leucorodia, Pluvialis apricaria, Porzana parva, Porzana porzana, Sterna caspia, Sterna hirundo, Sterna paradisaea und Sterna sandvicensis.
Daneben fliegen folgende Zugvogelarten das Areal regelmäßig an (lateinische Bezeichnungen): Acrocephalus scirpaceus, Actitis hypoleucos, Anas clypeata, Anas crecca, Anas penelope, Anas platyrhynchos, Anas querquedula, Anthus pratensis, Ardea cinerea, Aythya ferina, Aythya fuligula, Bucephala clangula, Charadrius dubius, Cygnus olor, Emberiza cia, Jynx torquilla, Lanius excubitor, Luscinia megarhynchos, Miliaria calandra, Motacilla flava, Oenanthe oenanthe, Oriolus oriolus, Phalacrocorax carbo, Podiceps cristatus, Podiceps grisegena, Podiceps nigricollis, Saxicola rubetra, Streptopelia turtur, Sylvia communis, Tachybaptus ruficollis und Vanellus vanellus.
Die Schutzziele umfassen sowohl den Erhalt bereits bestehender Nist- und Brutplätze in Gewässernähe, wie auch die Wiederherstellung bereits verlorener Standorte. Dabei spielt insbesondere die vielfältige Gewässerausstattung des Gebiets eine große Rolle. Es wechseln sich stehende Gewässer mit Fließgewässern ab. Daneben stehen vor allem die Brachen, Säumen, sowie die strukturreichen und gestuften Waldränder im Mittelpunkt der Schutzbemühungen.